# Die elf Schill’schen Offiziere (1926)
Die elf Schill’schen Offiziere ist ein zur Zeit der Befreiungskriege gegen Napoleon Bonaparte spielender deutscher Stummfilm von Rudolf Meinert aus dem Jahre 1926, mit ihm selbst in der Hauptrolle des Patrioten und Freiheitskämpfers Ferdinand von Schill.

## Handlung
Nach dem erzwungenen Frieden von Tilsit Preußens mit Napoleons Frankreich 1807 ist die politische wie militärische Lage Preußens verzweifelt. Während der König laviert und sich weitgehend neutral zu halten versucht, rumort es im Lande unter den Patrioten, die nicht gewillt sind, sich der napoleonischen Knute zu unterwerfen. Überall im Lande stehen französische Truppen, die das Volk drangsalieren. Mit der Zeit bilden sich kleinere Gruppen aufrechter Soldaten und Heimatliebender, die dem Franzosenspuk ein Ende machen und sich gegen die Okkupanten erheben wollen. Zu ihnen zählt auch Major Ferdinand von Schill mit seinem Freikorps, den Schill‘schen Jägern. Unter ihnen befinden sich auch die Offiziere Fritz von Wedel und Udo von Reckenthin. Udo ist in Liebe zu Marie von Wedel entbrannt, der Schwester seines Freundes Fritz.
Eines Tages wird Udo im Kampf verwundet und die Franzosen fahnden nach ihm. Er kann sich verstecken, und Marie pflegt ihn aufopferungsvoll. Schließlich aber kommt es zur Katastrophe: Major von Schill fällt im Kampf ums Leben, und durch einen Verrat des mit dem Franzosen paktierenden Freiherr von Mallwitz geraten elf seiner Offiziere in die Hände der napoleonischen Okkupanten. Auch Udo von Reckenthin befindet sich unter den Gefangenen. Fritz von Wedel geht an Udos Stelle in Gefangenschaft, sodass Udo mit seiner Liebe, der von ihm schwangeren Marie, entkommen kann. Als Udo vom Urteil gegen die elf Offiziere erfährt, kehrt er in soldatischer Verbundenheit zurück, um den Tausch mit Fritz zu revidieren. Doch er kommt zu spät: Die elf Schillschen Offiziere wurden bereits hingerichtet.

## Produktionsnotizen
Die elf Schill’schen Offiziere entstand zwischen Mai und Juli 1926 im Ifa-Atelier. Der Film besaß sieben Akte und war 2886 Meter lang. Die Zensur gab den patriotischen Stoff auch für die deutsche Jugend frei. Die Uraufführung erfolgte am 27. August 1926 in Berlins Kammerlichtspielen und im  Tauentzienpalast.
Gustav A. Knauer gestaltete die Filmbauten.
1932 inszenierte Meinert ein leicht verändertes Tonfilm-Remake desselben Stoffes.

## Historischer Hintergrund
Major Ferdinand von Schill war ein preußischer Offizier und Freikorpsführer, der mit einer eigenen Truppe, den Schill‘schen Jägern, gegen die militärische, napoleonische Übermacht bei deren Vordringen in Richtung Osten (Pommern 1806/07) und 1809 tapfer Widerstand leistete. Schill fiel beim Kampf um Stralsund am letzten Maitag 1809, nur 33 Jahre alt.

## Weitere Verfilmungen zu diesen Ereignissen
- „Der Heldentod der elf Schill′schen Offiziere zu Wesel“ (1909) (Kurzfilm zum 100. Jahrestags dieses Ereignisses)
- „Die Erschießung der elf Schill′schen Offiziere“ (1912)
- „Das Blutgeld“ (1913)
- „Die elf Schillschen Offiziere“ (1932)

## Kritiken
Wiens Kino-Journal konstatierte: „Es ist eines der größten Werke, das bis nun in Deutschland hergestellt wurde. Speziell in den bekannten Szenen der Erschießung der elf Schill’schen Offiziere erreicht der Film seinen dramatischen Höhepunkt. Man kann in erster Linie dem Regisseur Rudolf Meinert zu seinem Werke gratulieren. Besonders hervorragend ist der Darsteller Werner Pittschau.“
Der Filmbote sieht in dem „Film als ein Kunstwerk, das in stofflicher, darstellerischer wie auch technischer Beziehung eine Leistung ersten Ranges darstellt.“ Bezüglich Regisseur und Hauptdarsteller Meinert heißt es an gleicher Stelle: „Major Schill, von Rudolf Meinert, dem höchste Anerkennung verdienenden Regisseur des Films, in Maske und Gehaben vortrefflich dargestellt.“
Die Villacher Zeitung urteilte: „Die allgemein bekannte Soldatentragödie … hat ein sehr spannendes Sujet und verstand es der Meisterregisseur Rudolf Meinert, alles Wesentliche des Dramas vorzüglich herauszuarbeiten und wird er in seinem Bestreben von den ausgezeichneten Künstlern großartig unterstützt.“